# Nesogordonia kabingaensis
Nesogordonia kabingaensis är en malvaväxtart som först beskrevs av Karl Moritz Schumann, och fick sitt nu gällande namn av René Paul Raymond Capuron. Nesogordonia kabingaensis ingår i släktet Nesogordonia och familjen malvaväxter. Inga underarter finns listade i Catalogue of Life.